# Ancema minturna
Ancema minturna är en fjärilsart som beskrevs av Hans Fruhstorfer 1912. Ancema minturna ingår i släktet Ancema och familjen juvelvingar. Inga underarter finns listade i Catalogue of Life.